# Baja
Baja là một thành phố thuộc hạt Bács-Kiskun, Hungary. Thành phố này có diện tích 177,61 km², dân số năm 2010 là 37638 người, mật độ 212 người/km².